# Synaptolepis alternifolia
Synaptolepis alternifolia är en tibastväxtart som beskrevs av Oliver. Synaptolepis alternifolia ingår i släktet Synaptolepis och familjen tibastväxter. Inga underarter finns listade i Catalogue of Life.